# 高メルゲン
高 メルゲン（こう メルゲン、生没年不詳）は、モンゴル帝国（大元ウルス）に仕えた女真人の一人。

## 概要
高メルゲンは南宋遠征などに活躍した高元長の息子で、若くからケシクテイ（宿衛）に属していた。高元長が陳朝遠征で戦死すると父の地位を継承し、兵を率いて広東の恵州に移った。この地で盗賊の譚大獠・朱珍らを平定する功績を挙げている。
クビライが亡くなりオルジェイトゥ・カアン（成宗テムル）が即位した翌年の元貞元年（1295年）に袁州に移り、盗賊の陀頭が州境で活動した際にはこれを討伐している。ついで南恩州でも盗賊が起こると、ふたたび兵を率いてこれを平定した。その後、袁州で亡くなり、懐遠大将軍・季陽万戸府万戸・軽車都尉・渤海郡侯の地位を追贈された。